# Francesco Uttini
Francesco Antonio Baldassare Uttini (Bologna, 1723. – Stockholm, 25. listopada 1795.) je talijanski skladatelj i dirigent, koji je većinu života proveo radeći u Švedskoj.
Skladanje i dirigiranje studirao je u rodnoj Bologni, zajedno s Giovannijem Battistom Martinijem i Giacomom Antoniom Pertijem. Nakon toga odlazi na usavršavanje u London, gdje je boravio do 1754., kada ga švedski kralj Adolf Fridrik, ljubitelj talijanske glazbe i opere, poziva u Stockholm. U desetogodišnjem radu za švedskog kralja, Uttini je napisao desetak opera, među kojima se ističu Nenaseljeni otok, La Galatea, Pastirski kralj i Kineski junak.
Tijekom svog glazbenog stvaralaštva skladao je opere različitih žanrova i vrsta, te je napisao nekoliko sonata i menueta za klavir, čembalo i violinu. Napisao je i pet simfonija za orkestar i jedan flautistički koncert. Opere, svoja najveća i najcjenjenija glazbena ostvarenja, pisao je i na talijanskom i na švedskom jeziku. Zbog svojih doprinosa švedskoj glazbi i popularizaciji opere, 1772. postaje počasni član Švedske kraljevske glazbene akademije, na prijedlog švedskog kralja Gustava III.
Imao je dva braka s opernim pjevačicama: prvi s Rosom Scarlatti, koja mu je rodila baletana Carla, a drugi sa Sofijom Liljegren, švedskom opernom pjevačicom, koja mu je rodila kontrabasista Adolpha Ludovica Uttinija.

## Djela
- 1743. Alessandro nelle Indie, opera, Genoa
- 1748. Astianatte, dramsko djelo, Cesena
- 1750. Demofoonte, opera, Ferrara
- 1752. Siroe,  opera, Hamburg
- 1753. L'olimpiade, opera, Kopenhagen
- 1754. Zenobia, opera, Kopenhagen
- 1755. La Galatea, opera, Drottningholm
- 1755. L'isola disabitata, dramsko djelo, Drottningholm
- 1755. Il rè pastore, dramsko djelo, Drottningholm
- 1757. L'eroe cinese, opera, Drottningholm
- 1757. Adriano in Siria, opera, Drottningholm
- 1762. Cythère assiégée, operna komedija, Stockholm
- 1764. Il sogno di Scipione, seneradno dramsko djelo, Stockholm
- 1765. Soliman II, ou Les trois sultanes, opera, Stockholm
- 1766. Le gui de chène, operna komedija, Stockholm
- 1766. Psyché, lirska tragedija, Drottningholm
- 1768. L'aveugle de Palmyre, operna komedija, Drottningholm
- 1773. Thetis och Pelée, opera, Stockholm
- 1774. Aeglé, operni balet, Stockholm
- 1774. Birger Jarl och Mechtilde, dramsko djelo, Stockholm
- 1776. Aline, drottning uti Golconda, opera, Stockholm